# Georges Pouchet
Henri Charles Georges Pouchet (Rouen, 26 februari 1833 - Parijs, 29 maart 1894) was een Frans natuuronderzoeker (vooral anatoom). Als auteursaanduiding in de botanische nomenclatuur wordt voor hem de naam C.H.G.Pouchet gebruikt. Hij was de zoon van natuuronderzoeker Félix-Archimède Pouchet.
In 1864 studeerde hij af als arts. Een jaar later werd hij door het Muséum national d'histoire naturelle in Parijs aangesteld als beheerder van anatomische werken. Hij werd echter in 1869 ontslagen toen hij zich met een stuk in het tijdschrift L'avenir national hevig verzette tegen plannen om van het museum een landbouwkundig instituut te maken. In 1875 keerde hij terug naar het museum en volgde hij Paul Bert op, eerst als docent vergelijkende anatomie en van 1 augustus 1879 tot zijn overlijden als hoogleraar. Op 12 juli 1880 werd hij opgenomen in het Franse Legioen van Eer. In de zomer van 1892 deed Pouchet mee aan een expeditie naar de eilanden Spitsbergen en Jan Mayen. Met Jean Albert Gaudry, hoogleraar paleontologie, creëerde hij in 1898 de Galerie de paléontologie et d'anatomie comparée.
Naast zijn wetenschappelijke loopbaan was Pouchet politiek actief. Hij deed in 1892 een mislukte poging om senator van het toenmalige departement Seine verkozen te worden.

## Publicaties (selectie)
Pouchet was wetenschappelijk redacteur voor Le siècle en schreef daarnaast stukken voor Revue des deux Mondes en Philosophie positive. Onder meer de volgende werken werden van hem gepubliceerd:
- De la Pluralité des Races Humaines (1858)
- Précis d'Histologie Humaine (1863)
- Les Colorations de l'Epiderme (1864)
- Mémoires sur le Grand Fourmilier (1874)
- La Biologie Aristotélique (1885)
- Charles Robin, Sa Vie et Son Oeuvre (1887)
- Traité d'Ostéologie Comparée (1889)